# Limnophilomyia
Limnophilomyia is een muggengeslacht uit de familie van de steltmuggen (Limoniidae).

## Soorten

### OndergeslachtEulimnophilomyia
- L. (Eulimnophilomyia) abnormalis Alexander, 1964

### OndergeslachtLimnophilomyia
- L. (Limnophilomyia) edwardsomyia Alexander, 1956
- L. (Limnophilomyia) flavidula Alexander, 1976
- L. (Limnophilomyia) lacteitarsis (Alexander, 1921)
- L. (Limnophilomyia) matengoensis Alexander, 1970
- L. (Limnophilomyia) medleriana Alexander, 1976
- L. (Limnophilomyia) nigeriensis Alexander, 1974
- L. (Limnophilomyia) nigripennis Alexander, 1976
- L. (Limnophilomyia) niveipes Alexander, 1956
- L. (Limnophilomyia) stuckenbergi Alexander, 1956
- L. (Limnophilomyia) transvaalensis Alexander, 1958